# 가미조노 가즈아키
가미조노 가즈아키(일본어: 上園 和明 1981년 11월 28일 ~ )는 일본의 축구 선수이다.

## 구단 경력
미토 홀리호크, 카탈레 도야마에서 활동하였다.